# Jazmine Sullivan
Jazmine Sullivan, née le 9 avril 1987 à Philadelphie, Pennsylvanie, est une chanteuse américaine de soul et R&B.

## Biographie
Née à Philadelphie, dans l'État de Pennsylvanie, aux États-Unis, Jazmine Sullivan y vit jusqu'à l'âge de cinq ans avec ses parents et ses deux frères. À cet âge, toute la famille déménage à Strawberry Mansion où son père, conservateur de musée a obtenu un poste.

## Carrière
Jazmine Sullivan commence le chant dans un chœur d'enfants d'église à « 5 ou 6 ans ». Elle est très vite admise dans le chœur des adultes.
À onze ans, elle fait ses débuts à la télévision dans l'émission Showtime at the Apollo où elle interprète Accept What God Allows. 
À l'âge de treize ans, Stevie Wonder lui propose de chanter sur scène avec lui. 
En 2006, elle signe un contrat avec Jive Records. Au bout de presque trois ans, elle quitte le label, après avoir commencé à travailler sur un album avec des producteurs renommés tels que Missy Elliott, Timbaland et Dr. Dre pour ne citer que les plus célèbres.
En mars 2007, Clive Davis qui travaille étroitement avec les maisons de disques d'Alicia Keys, Dido et Jamie Foxx lui propose de signer sur son label, J Records.
Son premier album studio, Fearless sort le 23 septembre 2008 aux États-Unis.

## Discographie

### Albums studio
- 2008 : Fearless
- 2010 : Love Me Back
- 2015 : Reality Show
- 2021 : Heaux Tales

### Singles
- 2008 : Bust Your Windows
- 2008 : Need U Bad (États-Unis uniquement)
- 2008 : Lions, Tigers & Bears
- 2009 : Dream Big
- 2011 : Cocaine (featuring Eminem)

### Commeinvitée
- 2017 : Niia - Sideline